# Iwanko Pawlowitsch
Iwanko Pawlowitsch, russisch Иванко Павлович († 26. Januar 1135) war von 1134 bis 1135 Statthalter von Nowgorod.
Er wurde erwähnt in der Ersten Nowgoroder Chronik anlässlich einer Schlacht mit dem Fürstentum Susdal, bei der er mit vielen anderen Nowgorodern fiel. Er war vorher zu einem nicht bekannten Zeitpunkt von Fürst Mstislaw zum Statthalter ernannt worden.
Iwanko Pawlowitsch war möglicherweise identisch mit einem Iwanko Pawlowitsch, von dem ein Steinkreuz erhalten ist, das dieser anlässlich eines Flussbaus errichten ließ.
Ihm wird ein Siegel eines Nowgoroder Statthalters zugeordnet, auf dem Johannes der Täufer abgebildet ist (Johannes > Ioann). Auf einigen Birkenrindentexten sind Personen mit Namen Iwan oder Iwanko erwähnt, es ist nicht sicher, ob er mit einem von diesen identisch war.
Sein Vater könnte Pawel, Statthalter von Ladoga gewesen sein.